# Frédéric Pelle
Pour les articles homonymes, voir Pelle.
Frédéric Pelle est un producteur, réalisateur et scénariste français né le 24 février 1965 à Biarritz (France).

## Biographie
Originaire des Pyrénées-Atlantiques, Frédéric Pelle fait d'abord des études de commerce à Bordeaux et connaît tôt une passion pour le cinéma. En 1987, il s’inscrit au Conservatoire libre du cinéma français à Paris, dont il sort diplômé en 1989. Dans les années 1990, il devient assistant de René Féret qui produit son premier documentaire puis six courts métrages adaptés d'œuvres de Stephen Dixon qui l'ont occupé pendant six ans. 
En 1997, il monte avec Pascal Lahmani sa propre société de production, Bianca Films, qui produit des courts métrages et des documentaires. En 2009, il réalise son premier long métrage, La Tête ailleurs. René Ferret a participé à l'écriture du scénario de son deuxième film, Le Chant du merle, juste avant son décès.

### Vie privée
Frédéric Pelle partage sa vie avec Orlanda Laforêt, qui est aussi la co-scénariste de son deuxième long métrage, Le Chant du merle.

## Filmographie

### Assistant réalisateur
- 2014 : Dead Duck (court-métrage) de Alban Arnaud-Guinaudeau
- 1995 : Les Frères Gravet de René Féret
- 1990 : Des yeux couleur du temps (court-métrage) de Philippe Sisbane

### Réalisateur

#### Courts métrages
- 1998 : Le Dernier Combat de Ti Raoul
- 2006 : Chambre 616
- 2004 : Le Caissier
- 2003 : Une séparation
- 2002 : Le Vigile
- 2001 : Le Corbeau
- 2000 : Des morceaux de ma femme

#### Longs métrages
- 2010 : La Tête ailleurs
- 2016 : Le Chant du merle

#### Documentaires
- 2001 : L’histoire d’un autre, un portrait de René Féret coréalisé avec Pascal Lahmani
- 1998 : Le dernier combat de Ti Raoul
- 1996 : Anthony Santos, el Bachatu

#### Télévision
- 1996 : La Carte au trésor (jeu télévisé)

### Producteur
- 2011 : Maria Magenta (court-métrage) de Orlanda Laforêt
- 2007 : Le Manteau (court-métrage) de Orlanda Laforêt
- 2006 : Mon miroir (court-métrage) de Nicolas Birkenstock
- 2006 : Petit (court-métrage) de Élise Romestant
- 2005 : Au royaume des aveugles (court-métrage) de Jean-Luc Gaget
- 2004 : Pépins noirs (court-métrage) de Nicolas Birkenstock
- 2003 : Monsieur Bourrel (court-métrage) de
- 2003 : Les Coquilles (court-métrage) de Nathalie Boutefeu
- 2002 : Le Bout des doigts (court-métrage) de Nicolas Birkenstock
- 2002 : De la tête aux pieds (court-métrage) de Pascal Lahmani
- 2000 : Le trèfle à quatre feuilles (court-métrage) de Tiéri Barié

## Distinctions

### Nominations
- 2010-2011 : La Tête ailleurs
  - Sélection Premiers films - Hors compétition au Festival international du premier film d'Annonay (édition n°28)
  - Sélection au Festival de Saint-Sébastien dans la catégorie Premio Kutxa-Nuevos Directores
  - Sélection à La Rochelle
  - Sélection à la Mostra de Sao Paulo
  - Sélection au Festival du cinéma international en Abitibi-Témiscamingue de Rouyn-Noranda.
- 2002 : Le vigile (court-métrage)
  - Sélection à la Semaine de la Critique du Festival de Cannes
- 2000 : Des morceaux de ma femme (court-métrage)
  - Sélection officielle du Festival de Cannes
  - Sélection au Grand Prix du Festival international du court métrage de Clermont-Ferrand

### Récompenses
- 2005 : Le Caissier (court-métrage) 
  - Grand prix du court-métrage Policier et Noir au Festival du film policier de Cognac
- 2006 : Chambre 616 (court-métrage)
  - Prix du meilleur court métrage du syndicat de la critique de cinéma (édition n°61)